# Station Botanic
Station Botanic  is een spoorwegstation in  het centrum van de Noord-Ierse hoofdstad Belfast. Het station is gebouwd in 1976 en is vernoemd naar de Botanic Gardens, een groot park dat zo'n 500 meter ten zuiden van het station ligt. Bij het park ligt het hoofdgebouw van Queen's University en het Ulster Museum.